# Arctodiaptomus kamtschaticus
Arctodiaptomus kamtschaticus is een eenoogkreeftjessoort uit de familie van de Diaptomidae. De wetenschappelijke naam van de soort is voor het eerst geldig gepubliceerd in 1953 door Borutsky.